# Heteropoda annulipoda
Heteropoda annulipoda là một loài nhện trong họ Sparassidae.
Loài này thuộc chi Heteropoda. Heteropoda annulipoda được Embrik Strand miêu tả năm 1911.